# Balabenka (stará usedlost)
Stará Balabenka je zaniklá usedlost v Praze 8-Libni. Nacházela se na křižovatce Palmovka v její severozápadní části, na rohu ulic Sokolovská a Zenklova. Na protější východní straně křižovatky stála usedlost Palmovka.

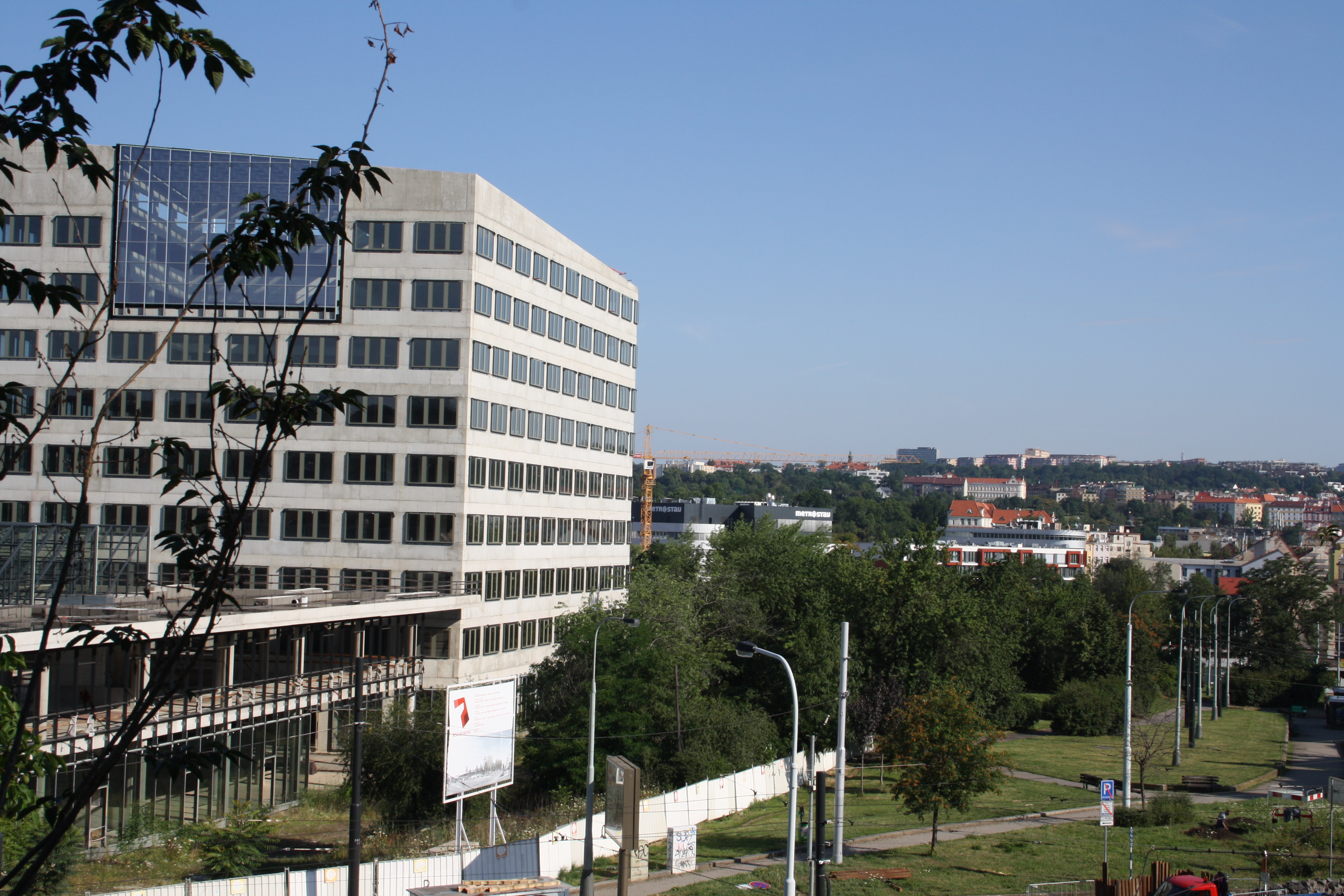
Opuštěné staveniště tzv. Nové Palmovky v místě bývalé usedlosti

## Historie
Původní název usedlosti byl Ulbrichtka. V 80. letech 18. století ji získal pražský podnikatel a bankéř Karel Antonín Ballabene, majitel mezinárodní povoznické firmy. Vybudoval zde hospodářskou usedlost s vilou a velkou zahradou, měl zde kanceláře, rozlehlé stáje pro tažné koně, prostory pro formanské vozy a dílny na jejich opravy. Žil na Balabence až do své smrti roku 1815. Na usedlost se přiženil bankéř a ředitel Pražské paroplavební a plachetní společnosti Karel Kleinwächter. Protože jeho koníčkem byla hudba, pořádal zde domácí koncerty, na něž byli zváni také manželé Duškovi. Později v usedlosti zřídil hudební školu. Vnučka Ballabena, Karolína Kleinwächterová, se při domácích sešlostech seznámila se svým budoucím manželem, hudebním skladatelem Františkem Škroupem. Svatbu měli roku 1840. Škroup poté, co přijal místo šéfa opery v Rotterdamu, odjel a rodinu ponechal na Balabence. Domů se už nevrátil, zemřel 7. února 1862.
Usedlost staré Balabenky byla velmi rozlehlá, tvořily ji čtyři budovy uzavírající obdélný dvůr. Na zahradě majitelé pěstovali léčivé byliny pro lékárnu.
Dalším z majitelů byl Jan Jansa. Ještě před zánikem zde byla zřízena továrna na mýdlo a stearin. Posledními majiteli byli manželé Zůnovi. V 70. letech 19. století, C.k. rakouská severozápadní dráha odkoupila pozemky i budovy pro stavbu železniční trati a zřídila zde zastávku Libeň-Dolní nádraží. Z části budov se stala železniční zastávka, zbylé, včetně obytné budovy na rohu Zenklovy a Sokolovské ulice, zanikly při úpravách terénu a zřízení parkoviště kolem roku 1965.
Poslední majitelé usedlosti postavili v 70. letech 19. století jako náhradu za starou Balabenku nový dům při cestě na Vysočany, východně od severního náspu železničního mostu.
Prakticky na stejném místě, kde stála usedlost, vzniká od roku 2013 developerský projekt Nová Palmovka.